# Arrondissement Pamiers
Arrondissement Pamiers (fr. Arrondissement de Pamiers) je správní územní jednotka ležící v departementu Ariège a regionu Midi-Pyrénées ve Francii. Člení se dále na sedm kantonů a 115 obcí.

## Kantony
- Le Fossat
- Le Mas-d'Azil
- Mirepoix
- Pamiers-Est
- Pamiers-Ouest
- Saverdun
- Varilhes